# Altivasum flindersi
Altivasum flindersi is een slakkensoort uit de familie van de Turbinellidae. De wetenschappelijke naam van de soort is voor het eerst geldig gepubliceerd in 1914 door Verco.